# Lockheed WP-3D Orion
Lockheed WP-3D Orion (Hurricane Hunter) — четырёхдвигательный турбовинтовой самолёт погодной разведки, созданный компанией Lockheed Corporation путём модернизации противолодочного самолёта P-3C Orion. Всего было создано только два самолёта, которые в основном эксплуатируются Национальным управлением океанических и атмосферных исследований, подразделение Aircraft Operations Center. Во время сезонов ураганов используются как охотники за ураганами.

## Предыстория

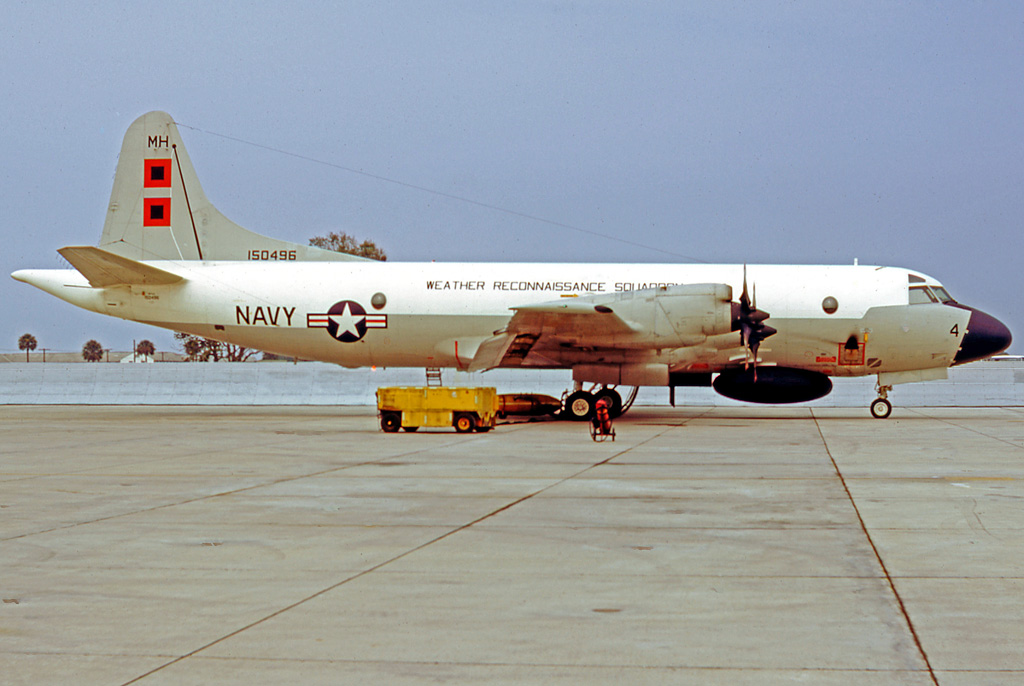
WP-3A был предшественником WP-3D

Когда в конце 1969 года встал вопрос о замене самолётов погоды WP-121N, были представлены два проекта, причём оба созданные в Lockheed. Первым был проект модернизированного P-3 Orion, получивший обозначение WP-3A, а вторым был проект модернизированного C-130. Победил первый из вариантов, а в 1969 году с компанией Lockheed заключили контракт на модернизацию четырёх Р-ЗА в WP-3A. В 1971 году эти самолёты поступили в 7-ю эскадрилью ВМС США, известную также как VW-4 («Эскадрилья погодных бомбардировщиков»), где нередко летали в эпицентры ураганов. Но в апреле 1975 года все четыре WP-3A были переоборудованы — один в исследовательский NP-3A, а остальные три в пассажирские VP-3A.

## Описание
В 1975 году Национальное управление океанических и атмосферных исследований, которое относится к Министерству торговли, с целью проведения различных экспериментов сделало заказ, по которому в том же году модернизировали два противолодочных самолёта Р-ЗC. В ходе модернизации у самолётов прорезали по бокам фюзеляжа дополнительные иллюминаторы, из обтекателя убрали вооружение, вместо него установив круговую антенну РЛС C-диапазона, в большом хвостовом конусе установили антенну исследовательской РЛС X-диапазона. В передней части на правом борту установили длинную штангу ПВД, на которую нанесены красные и синие полосы. Уже в процессе эксплуатации выяснилось, что забор воздуха осуществлять эффективнее у фюзеляжа, однако штанги оставили и теперь используют как молниеотводы. Уже имевшуюся в средней части РЛС C-диапазона оставили без изменений, то есть всего на борту находится три РЛС. Самолёты получили бортовые номера N42RF и N43RF, позывные соответственно NOAA 42 и NOAA 43. Они носят и собственные имена, соответственно «Кермит» и «Мисс Пигги», а на фюзеляжах нанесены эмблемы с изображением этих персонажей.
Экипаж состоит из двух лётчиков, бортинженера, штурмана, руководителя полёта (метеоролог), специалиста по радио и авионике, а также двух — трёх инженеров-электронщиков. В салоне могут размещаться до 12 пассажиров — учёных и журналистов. Самолёты выполняют полёты почти по всему миру — от Ирландии и Северного моря до Австралии и Соломоновых островов — и даже над Альпами. Они ведут также «охоту за ураганами» в Карибском море, Мексиканском заливе, Атлантическом океане и в восточной части Тихого океана. Ожидаемый срок окончания службы WP-3D — начало 2020-х годов.

## Происшествия и инциденты
- 15 сентября 1989 года — инцидент с NOAA 42 в урагане Хьюго